# Лури, Ричард
Ри́чард Лу́ри (англ. Richard Lourie; род. 1940) — американский журналист, писатель
, переводчик. Его самая известная работа — «Автобиография Сталина».

## Биография
Предки приехали из Литвы в США как еврейско-русские эмигранты. Родился в 1940 году, в городе Кембридж, штат Массачусетс, США.
В юности он периодически работал таксистом.
Владеет английским, польским и русскими языками.
Является журналистом и ведущим колонки «Русский фронт» в газете «The Moscow Times».

## Творчество
Вымышленная автобиография Сталина Лури 1989 года стала международным бестселлером и также была переиздана на голландском языке. В этой книге он развивает гипотезу Льва Троцкого о том, что Сталин отравил своего предшественника Владимира Ленина. Он пытается сделать это заявление «правдоподобным изнутри», намекая, среди прочего, на противоречивое обожание, которое Сталин позже выказывал Ленину, с которым он отмахивался от любых подозрений. В послесловии Лури утверждает: «Историки всегда являются пленниками голых фактов. Если что-то не может быть доказано фактически, то этого как бы никогда не было. Это опасная позиция, особенно по отношению к режиму, который систематически скрывает доказательства. Отсюда и выбор в пользу художественной литературы. Другого пути нет».
В 2002 году Лурье опубликовал биографию Андрея Сахарова. В 2007 году он написал роман об Анне Франк с точки зрения человека, выдавшего местонахождение семьи Франк.

## Книги
- Lourie R. Hunting the Devil: The Search for the Russian Ripper. — Grafton Books, 1993. — 280 p. — ISBN 0-06-017717-9.
- Р. Лури «Сталин. Автобиография», М. : «Захаров», 1998, 2007
- Р. Лури. «Сахаров. Биография»
- Р. Лури. «Ненависть к тюльпанам», М. : «Захаров», 2008
- Р. Лури. «Putin. His downfall and Russia’s coming crash». Thomas Dunne Books, New York 2017

Переводы
- Voinovich, Vladimir. Moscow 2042. Trans. by Richard Lourie. San Diego: Harcourt Brace Jovanovich, 1987. https://archive.org/details/moscow204200voin/page/n1/mode/2up